# Player Manager
Player Manager è un videogioco di calcio sia d'azione che manageriale della serie di Kick Off, dove il giocatore ha il compito di portare al successo nel corso degli anni la propria squadra. 
Dino Dini fu responsabile della programmazione, mentre Steve Screech fu l'autore della parte tattica; il gioco fu pubblicato dalla Anco nel 1990 per Amiga e Atari ST. Il videogioco è una completa simulazione manageriale con il mercato dei trasferimenti sempre attivo. I tecnici controllati dal computer vanno all'asta uno contro l'altro come con il giocatore. Questo prodotto ha dato inizio alla serie Player Manager, terminata poi nel 2003 con la chiusura della Anco.

## Modalità di gioco
Il giocatore si trova nei panni di un forte calciatore che viene ingaggiato da una squadra di terza divisione sia come giocatore che come allenatore; può infatti sia gestire il club che giocare la partita in prima persona, controllando la squadra o anche solo il calciatore.

### La gestione della squadra
Innanzitutto la gestione della squadra: per ogni giocatore c'è una scheda con le caratteristiche che influenzano realmente il suo comportamento in campo (velocità, resistenza, passaggi, tiro ecc.), oltre che il suo valore in K (la moneta di Player Manager), gli anni di contratto restanti, il morale e, se infortunato, per quanto tempo il giocatore dovrebbe restare indisponibile.
La gestione economica non esiste proprio: ci sono solo i dati relativi alle spese e agli incassi, che però vanno tenuti d'occhio, visto che la presidenza non gradisce stare in rosso per troppo tempo.
È possibile rinominare le squadre, che sono divise in 4 divisioni di 10,10,12 e 12 squadre rispettivamente; inoltre, a ogni partita i giocatori vengono creati casualmente (nomi e caratteristiche), proponendo ogni volta una nuova sfida.

### La partita
Le partite durano complessivamente 6 minuti (non modificabili), ed è prevista l'eliminazione ai rigori nelle gare di coppa. Esiste un editor di tattiche, che permette di posizionare liberamente i giocatori in campo; le tattiche, salvabili su file, possono essere usate in Kick Off 2.
C'è la possibilità di guidare la propria squadra interamente sul campo con il joystick, oppure di farla giocare alla CPU; è inoltre possibile utilizzare un solo giocatore su 11.

### La sessione di gioco
Il gioco inizia quando il nostro alter ego digitale viene assunto da una squadra di serie C1 come player-manager, ovvero come allenatore-giocatore. Questa figura, che in Italia non ha mai preso troppo piede, è invece piuttosto diffusa in Inghilterra: il compito dell'allenatore giocatore consiste nell'allenare la squadra, disporla tatticamente in campo ed eseguire tutte quelle mansioni che sono prerogativa di ogni allenatore, ma allo stesso tempo scendere sul rettangolo verde con i compagni la domenica, ricoprendo un determinato ruolo ed essendo a tutti gli effetti un giocatore della squadra che contemporaneamente si sta allenando.
Ogni volta che inizieremo una nuova stagione, il computer creerà delle nuove routine affidando alla nostra guida dei giocatori ogni volta differenti rispetto alla partita precedente; lo stesso ruolo, l'età (che comunque varierà sempre tra i 28 e i 30 anni) e la validità come giocatore, insieme con tutte le sue caratteristiche, cambieranno all'inizio di ogni sessione di gioco cominciata ex novo.

### Le squadre
Player Manager è disponibile in italiano, e tutte le squadre sono quelle del campionato italiano: sono presenti le serie A, B e C (divisa in C1 e C2) e, come già detto, la nostra squadra comincerà dalla terza di queste quattro divisioni (leggi serie C1).
Una volta accettato l'incarico, ci troveremo innanzi a un menù diviso in nove quadranti differenti: da questo momento in poi dovremo rapidamente imparare a destreggiarci tra le varie opzioni presente in modo da operare nel modo più funzionale possibile così da riuscire ad imporci, con il nostro team nei vari campionati che ci troveremo ad affrontare.
Il sottomenù squadra ci consente di esaminare la rosa a nostra disposizione: cliccando sopra il nome del giocatore potremmo accedere a due differenti ulteriori schermate.
La prima è quella classica presente in ogni manageriale, dove sono riassunte tutte le caratteristiche dei giocatori a nostra disposizione, il ruolo in cui giocano, le partite giocate, i gol segnati, lo stato del morale eccetera. Ogni calciatore, a seconda della posizione che ricopre, avrà una caratteristica fondamentale in cui dovrà eccellere:
- il portiere naturalmente dovrà avere un alto valore di parata,
- un difensore invece dovrà essere ottimo nei contrasti,
- il centrocampista dovrà primeggiare nei passaggi,
- un attaccante infine dovrà distinguersi nel tiro.

### Il mercato
Tenendo conto del ruolo e delle suddette caratteristiche si può individuare, anche in base all'età, quali sono i calciatori adatti ad essere inseriti nella rosa dei titolari, quali debbano finire in panchina e quali debbano invece essere ceduti. Le scelte possono influire sul morale dei singoli atleti: non giocare mai o essere inseriti nella lista trasferimenti non potrà che nuocere allo stato psicologico dei vari componenti del vostro team costretti in tali condizioni. Il database dei giocatori acquistabili e cedibili è molto ampio: i vari calciatori hanno un valore di base espresso in "k", la valuta di Player Manager.
Solitamente, sia quando acquistate che quando vendete i vari calciatori, il valore nominale degli stessi sarà sempre più alto dei soldi che spenderete per acquistarli o incasserete dopo una cessione. Prima di comprare un atleta ed inserirlo praticamente nel vostro team non potrete conoscere nello specifico il suo effettivo valore. Ci sarà un parametro abilità, fornitovi dal team che cerca di fare affari con voi, che molto spesso sarà completamente fuorviante rispetto alle reali capacità del calciatore che volete ingaggiare.

### Gli allenamenti
Una volta sfoltita la rosa del vostro team degli elementi in esubero e rinforzata con qualche nuovo acquisto, si può accedere nella sezione allenamenti: qui si può cambiare il ruolo a qualche calciatore e più in generale fare allenare tutta la squadra.

### I contatti con la dirigenza
Un'altra sezione è quella dedicata ai contatti con la dirigenza: qui, oltre a poter visualizzare il vostro palmarès ed i successi che avete ottenuto alla guida del team che allenate, potrete tenere d'occhio un indicatore che riporta il grado di soddisfazione dei dirigenti, che è contraddistinto da una percentuale e da un commento esplicativo.

### Lo schema di gioco
Una volta stabiliti i valori dei vari giocatori ed operati i vari allenamenti (si possono anche creare tattiche personalizzate e salvarle per poi attuarle in partita), si può affrontare la vera e propria giornata di campionato; per farlo si dovrà assegnare una maglia agli undici titolari che abbiamo scelto, accompagnarli con due panchinari e stabilire quale tattica la nostra squadra, una volta in campo, metterà in atto.
Gli schieramenti predefiniti possibili sono quattro, vale a dire 4-3-3, 4-4-2, 4-2-4 e 5-3-2; come già detto, potremo integrarli con altre eventuali tattiche da noi precedentemente create e salvate. Fatto questo, si potrà scegliere se giocare l'incontro in modo manageriale classico, visionando solo il risultato della partita, oppure se entrare in campo e giocare noi stessi il confronto: nel caso in cui decidiate di optare per questa seconda possibilità,  potrete scegliere se affrontare la gara giocando come giocatore, e quindi comandando un singolo ed unico giocatore, oppure se giocare come squadra (ma ogni componente tattica va definitivamente a farsi benedire). 
Subito dopo l'incontro vi verranno comunicate le notizie fondamentali: se ci sono stati infortuni, squalifiche, eventuali multe da parte della Lega Calcio per incidenti tra tifosi e soprattutto arriveranno le offerte per i giocatori precedentemente messi sul mercato. Quindi è possibile controllare i vari risultati, sia di coppa che di campionato, entrando nelle apposite sezioni, e leggere le classifiche.

## Versione aggiornata
Dal 2005 la KOA ha iniziato i lavori di aggiornamento di Player Manager con la tecnica del reverse engineering. Steve Camber ha iniziato il lavoro modificando Player Manager rimuovendo il PBD, Jesper ha aggiunto lo stesso pallone e campo di Kick Off 2.
Nell'aprile 2012 Dino Dini annuncia l'abbandono di qualsiasi progetto di rifacimento dei propri classici per dedicarsi alla musica. A seguito di questo annuncio è partita una raccolta di firme per convincerlo a continuare lo sviluppo di Player Manager per dispositivi mobili (IPhone - iPad, Android) tramite la piattaforma di raccolta fondi per neoimprese Kickstarter.
Nel 2013 parte lo sviluppo del remake di Player Manager da parte della comunità Italiana di Kick Off World. Il progetto è animato dagli appassionati italiani di Player Manager con l'intento di ricreare perfettamente l'esperienza videoludica del gioco per Amiga sui moderni dispositivi. Il rifacimento di Player Manager è disponibile per PC Windows, dispositivi Android e per navigatori (browser) dotati di Flash e ha integrato tutte le funzioni e la grafica originale, ottenendo un certo successo di critica nella versione Android.